# Typhlomangelia
Typhlomangelia là một chi ốc biển, là động vật thân mềm chân bụng sống ở biển trong họ Borsoniidae.

## Các loài
Các loài thuộc chi Typhlomangelia bao gồm:
- Typhlomangelia adenica Sysoev, 1996[2]
- Typhlomangelia cariosa (Watson, 1886)[3]
- Typhlomangelia fluctuosa (Watson, 1881)[4]
- Typhlomangelia innocentia (Dell, 1990)[5]
- Typhlomangelia lincta (Watson, 1881)[6]
- Typhlomangelia maldivica Sysoev, 1996[7]
- Typhlomangelia nivale (Loven, 1846)[8]
- Typhlomangelia nivalis (Lovén, 1846)[9]
- Typhlomangelia polythele Barnard, 1963[10]
- Typhlomangelia principalis Thiele, 1912[11]
- Typhlomangelia pyrrha (Watson, 1881)[12]